# Station Człuchów
Station Człuchów is een spoorwegstation in de Poolse plaats Człuchów.